# Alice (nhóm nhạc)
Alice (tiếng Hàn: 엘리스, trước đây là Elris) là một nhóm nhạc nữ Hàn Quốc bao gồm 5 thành viên: Bella, Hyeseong, Yukyung, Sohee, Karin do công ty Hunus Entertainment thành lập và quản lý. Nhóm ra mắt vào ngày 1 tháng 6 năm 2017 với đĩa đơn We, first.. Vào ngày 11 tháng 4 năm 2022, tên nhóm là 'ELRIS' đã được đổi thành 'ALICE'.

## Lịch sử

### 2017: Trước khi ra mắt, ra mắt vớiWe, firstvàColor Crush
Trước khi ra mắt nhóm, Kim So-hee và Min Ka-rin là thí sinh tham gia chương trình thực tế K-pop Star 6.
Vào ngày 1 tháng 6 năm 2017, Elris đã phát hành mini-album đầu tiên của nhóm, We, first, có năm bài hát bao gồm đĩa đơn dẫn đầu. Mini-album thứ hai của họ, Color Crush được phát hành vào ngày 13 tháng 9 năm 2017 với đĩa đơn Pow Pow.

### 2018:Summer Dream
Vào ngày 6 tháng 6 năm 2018, Hunus Entertainment đã xác nhận rằng Elris sẽ trở lại vào ngày 28 tháng 6 với mini-album thứ ba mang tên Summer Dream. Vào ngày 28 tháng 6, mini-album thứ ba của nhóm đã được phát hành.

### 2019:
- Vào tháng 3, nhóm nhận được lời mời chính thức tham dự sự kiện giao lưu văn hóa Mông Cổ và đến thăm Mông Cổ. Biểu diễn tại Đại học Quốc gia Mông Cổ và Hội trường Độc lập Mông Cổ.
- Vào ngày 9 tháng 6, Nhóm tham gia 'K-POP WORLD MUSIC FESTIVAL 2019 in MANILA' (sau đây gọi là 'KWMF 2019') được tổ chức tại Toàn Châu Á ở Manila , Philippines biểu diễn với các bài hát solo của Alice và Sohee .
- Kể từ tháng 5 , Nhóm đã xuất hiện trên chương trình truyền hình nghĩa vụ quân sự với các buổi biểu diễn trên sân khấu đều đặn hàng tháng.
- Vào ngày 12 tháng 11, họ đã phát hành đĩa đơn kỹ thuật số Miss U sau một thời gian dài 'Miss U' là một bài hát dành cho người hâm mộ thể hiện sự mong mỏi của những đã chờ đợi họ trong lời bài hát dù sau một năm bốn tháng gián đoạn hoạt động
- Yukyung và Garin đã tham gia bộ phim truyền hình ' Chin Ending ' , được phát hành từ ngày 21 tháng 11 và đang thử thách diễn xuất đầu tiên của họ. Yu- Kyung và Garin đã có những bước đi đầu tiên trong việc diễn xuất trong hai vai "Lee-Jin" và "Koo Ji-Hyeon", trong "Chin Ending"

2020:
- Vào ngày 11 tháng 1, nhóm tham gia K-POP Super Concert được tổ chức tại Sân vận động Mỹ Đình, Hà Nội, Việt Nam.
- Vào ngày 12 tháng 1, nhóm tham dự buổi biểu diễn 'K-JOY MUSIC FESTIVAL' được tổ chức tại IMPACT ARENA ở Bangkok, Thái Lan.
- Vào ngày 12 tháng 2, Chaejeong và Jeeei được tuyển dụng làm thành viên mới.
- Vào ngày 26 tháng 2, sau 1 năm 8 tháng, họ đã trở lại đầu tiên với mini album thứ 4 < JACKPOT > sau khi tổ chức lại nhóm 7 thành viên.[11] Album mới là nỗ lực đầu tiên với khái niệm phong cách teen crush. # Alice, người được trang bị nhiều vũ khí với ngoại hình khác lạ như vậy, đã cố gắng trình bày ca khúc chủ đề 'Jackpot' thông qua buổi giới thiệu phương tiện truyền thông vào ngày này, nhưng không thể biểu diễn trên sân khấu do sự lan truyền của Corona 19 . Ngoài ra, sẽ không có sự kiện ký tặng người hâm mộ
- Thông qua các hoạt động jackpot, lần đầu tiên nhóm có leader và người đó là Sohee
- Vào ngày 5 tháng 3, tất cả đều xuất hiện trên kênh 1 million dance studio của YouTube
- Vào ngày 22 tháng 3, họ đã kết thúc các hoạt động jackpot của mình với buổi biểu diễn cuối cùng trên chương trình âm nhạc Inkigayo.
- Vào ngày 26 tháng 3, họ bắt đầu các hoạt động tiếp theo của mình với "This is me", một bài hát nằm trong album jackpot. họ nhanh chóng lộ diện với người hâm mộ thông qua chương trình âm nhạc M Countdown. Vào ngày 1 tháng 4, buổi phát sóng âm nhạc của Show Champion là buổi phát sóng cuối cùng và hoạt động bài hát tiếp theo kéo dài một tuần đã kết thúc.
- Vào ngày 18 tháng 4, nhóm xuất hiện trong một lễ hội khiêu vũ thần tượng quy mô lớn mang tên 'Dancing Idol', được phát hành lần đầu tiên trên kênh YouTube K-Pop SBS 'SBS K-Pop
- Vào ngày 22 tháng 8, nhóm đã xuất hiện trong kbs immortal song tập ' Kim Jong Kook X Turbo '.
- Vào ngày 30 tháng 8, nhóm xuất hiện tại KBS Open Concert .
- Vào ngày 8 tháng 9, tất cả các thành viên đã xuất hiện trong tập 1 của e-Saenggi School, một web game giải trí trên kênh MBC SPORTS + , và tham gia vào nội dung để thưởng thức trò chơi Hearthstone
- Vào ngày 10 tháng 10, nhóm đã tham gia vào INK Concert lần thứ 11

2021:
- Vào ngày 25 tháng 3 năm 2021, Tại Tuần lễ thời trang F / W Seoul , Doa và Sohee đã xuất hiện trên sàn diễn với tư cách là người mẫu cho bộ sưu tập của nhà thiết kế Yoon-kyung Jang 'Che Se Se' .
- Vào ngày 9 tháng 4, phiên bản tiếng Nhật của jackpot đã được phát hành với tư cách là album đơn đầu tiên tại Nhật Bản. Phiên bản tiếng Nhật của bài hát đã được phát hành dưới ảnh hưởng của việc xuất hiện liên tục trên FC Live, một nền tảng hòa nhạc trực tuyến của Nhật Bản kể từ năm ngoái.
- Mặc dù không có tin tức về sự trở lại, nhưng nhóm vẫn tổ chức một buổi họp mặt người hâm mộ trực tuyến.
- Vào ngày 1 tháng 12, có thông báo rằng nhóm sẽ chuyển từ công ty quản lý cũ của mình, Hunus Entertainment , sang IOK Company .

2022:
- Không có tin tức gì sau khi chuyển công ty, nhưng kể từ ngày 11 tháng 4, tên nhóm đã được đổi từ 'ELRIS' thành 'ALICE'. Kênh YouTube cũng đã thay đổi và một đoạn giới thiệu đã được tải lên
- Thành viên Bella và Hyeseong lần lượt đổi tên hoạt động thành Doa và Yeonje .
- Trưởng nhóm được đổi thành Chaejeong
- Họ đã trở lại vào ngày 4 tháng 5, sau hai năm ba tháng. Tên của bài hát trở lại là 'The Universe in Me'

## Danh sách đĩa nhạc

### Đĩa mở rộng
| Tên          | Chi tiết Album | Xếp hạng | Doanh số      |
| Tên          | Chi tiết Album | KOR      | Doanh số      |
| ------------ | --- | -------- | ------------- |
| We, first    | - Phát hành: 1 tháng 6 năm 2017 - Hãng đĩa: HUNUS Entertainment, LOEN Entertainment - Định dạng: CD, tải nhạc kĩ thuật số Danh sách bài hát 1. Searching for ELRIS (Intro) 2. WE, First (우리 처음) 3. My Star (나의 별) 4. Miracle 5. You And I (너와 나)          | 21       | - KOR: 4,344+ |
| Color Crush  | - Phát hành: 13 tháng 9 năm 2017 - Hãng đĩa: HUNUS Entertainment, LOEN Entertainment - Định dạng: CD, tải nhạc kĩ thuật số Danh sách bài hát 1. Heart Bank 2. Pow Pow 3. Roopretelcham (열려라 그대) 4. Wonderland Girl 5. Farewell (짝이별) 6. Midnight, moonlight | 15       | - KOR: 6,463+ |
| Summer Dream | - Phát hành: 28 tháng 6 năm 2018 - Hãng đĩa: HUNUS Entertainment, Kakao M - Định dạng: CD, tải nhạc kĩ thuật số Danh sách bài hát 1. Summer Dream 2. Will Be Mine (찰랑찰랑) 3. Talk To Me (말해) (Prod. Ravi) 4. Lovely (챙겨주고 싶어) 5. Focus                   | 15       | - KOR: 5,927+ |

### Đĩa đơn
| Tên                                                                                 | Năm  | Xếp hạng | Doanh số (DL) | Album        |
| Tên                                                                                 | Năm  | KOR      | Doanh số (DL) | Album        |
| ----------------------------------------------------------------------------------- | ---- | -------- | ------------- | ------------ |
| "We, First" (우리 처음)                                                             | 2017 | —        | —             | We, first    |
| "Pow Pow"                                                                           | 2017 | —        | —             | Color Crush  |
| "Summer Dream"                                                                      | 2018 | —        | —             | Summer Dream |
| "—" chỉ những khu vực không có xếp hạng hay những khu vực không phát hành Album đó. |      |          |               |              |

## Giải thưởng và đề cử
| Năm  | Giải thưởng                           | Thể loại                   | Nghệ sĩ được đề cử | Kết quả   |
| ---- | ------------------------------------- | -------------------------- | ------------------ | --------- |
| 2018 | 24th Korean Entertainment Arts Awards | Best Rookie Group (Female) | —                  | Đoạt giải |